# José Olguín (Wasserballspieler)
José Olguín Rodrigo (* 19. Dezember 1926; † 4. Mai 1998 in Mexiko-Stadt) war ein mexikanischer Wasserballspieler.

## Karriere
Olguín nahm mit der mexikanischen Nationalmannschaft und seinen Teamkollegen Manuel Castro, Arturo Coste, Modesto Martínez und Juan Trejo sowie seinen Brüdern Gustavo und Otilio am olympischen Wasserballturnier 1952 im finnischen Helsinki teil. Die Mexikaner trafen bereits in der ersten Qualifikationsrunde auf den späteren Olympiasieger aus Ungarn und unterlagen im Schwimmstadion zu Helsinki mit 4:13 (2:6). Damit belegte die mexikanische Mannschaft den geteilten 17. Platz unter 21 Teilnehmern.
Olguín war außerdem Teil der Nationalmannschaft, als diese bei den Zentralamerika- und Karibikspielen 1950 in Guatemala-Stadt, 1954 im eigenen Land sowie 1959 im venezolanischen Caracas jeweils die Goldmedaille gewinnen konnte.